# Vis, Haskovo
Vis (în bulgară Вис) este un sat în comuna Ivailovgrad, regiunea Haskovo,  Bulgaria. 

## Demografie
Componența etnică a satului Vis
     Nicio identificare (100%)
     Altele (0%)
La recensământul din 2011, populația satului Vis era de 3 locuitori. . Pentru 100% din locuitori nu este cunoscută apartenența etnică.